# Ієн Андерсон
Ієн Скотт Андерсон (англ. Ian Scott Anderson; нар. 10 серпня 1947) — шотландський флейтист, гітарист, вокаліст, мультиінструменталіст і автор пісень, найбільш відомий як лідер гурту Jethro Tull.
Ієн народився в Данфермліні Шотландії, частину дитинства провів у Единбурзі. Його сім'я переїхала в Блекпул у 1959 р. Там почалася музична кар'єра Ієна. У 1963 році у Блекпулі він зі своїми шкільними приятелями Барримором Барлоу, Джеффрі Хэммондом і Джоном Еваном зібрав свою першу групу The Blades. Протягом 60-х років група кілька разів змінювала назву (John Evan Band, John Evan Blues Band і John Evan Smash), після чого в 1968 році перетворилася на Jethro Tull.

## Дитинство
Ієн Андерсон наймолодший з трьох братів і сестер. Його батько, Джеймс Андерсон, керував компанією RSA у Східному порту (Данфелмірн, Файф, Шотландія). Андерсон провів першу частину свого дитинства в Единбурзі, Шотландія. З раннього віку він перебував під впливом джазових записів свого батька і рок-музики, яка тоді почала з'являтися, хоча й розчарувався в «попсовому» стилі ранніх американських зірок рок-н-ролу, як Елвіс Преслі.
Його сім'я переїхала до Блекпулу (Ланкашир, Англія), в 1959 році, де Ієн отримав традиційну освіту в блекпульскій гімназії. В одному з недавніх інтерв'ю Андерсон заявив, що його попросили покинути середню школу за відмову підкоритися тілесним покаранням (досі дозволених у ті часи) за якесь серйозне порушення. Він продовжив вивчати образотворче мистецтво в коледжі мистецтв у Блекпулі з 1964 по 1966 рік.

## Кар'єра
Підлітком Андерсон підробляв помічником продавця в універмазі в Блекпулі, а потім продавав газети в кіоску. Пізніше він згадував, що читав копії Melody Maker і New Musical Express під час обідніх перерв і це надихнуло його на створення власного гурту.
У 1963 році він сформував The Blades з числа шкільних друзів: Баррімор Барлоу (ударні), Джон Еван (клавішні), Джеффрі Хаммонд (бас) і Майкл Стефенс (гітара). Спершу грали соул і блюз, Андерсон був вокалістом і грав на губній гармоніці, згодом — узявся за флейту.
Наприкінці 1967 року Андерсон досі працював повний робочий день прибиральником у Ritz Cinema в Лутоні.
У цей час Андерсон відмовився від своїх амбіцій грати на електрогітарі, нібито через те, що він відчував, що він ніколи не буде грати «так добре, як Ерік Клептон». За його словами, він змінив електрогітару на флейту, і після кількох тижнів практики виявив, що міг би грати на ній досить добре в роковій і блюзовій манері. Коли був записаний перший альбом Tull (1968), Андерсон грав на флейті всього кілька місяців. Гітарна практика не минула даремно — він продовжував грати на акустичній гітарі, використовуючи її як мелодичний і ритмічний інструмент. З часом до виконавського арсеналу музиканта додались сопрано саксофон, мандоліна, клавішні та інші інструменти.
Його манера стояти на одній нозі граючи на флейті виникла випадково — раніше музикант призвичаївся стояти на одній нозі граючи на гармошці і тримаючи стойку мікрофона для рівноваги. Андерсон відомий своєю знаменитою стойкою на одній нозі з флейтою, за яку його називали «шаленим фламінго». У цій позі він зображений на багатьох обкладинках альбомів Jethro Tull.
Андерсон хотів почати сольну кар'єру в 1980 році, коли Jethro Tull збирався зробити перерву через смерть одного з учасників — Джона Гласкока. З цією метою він написав альбом (альбом А) за участі Мартіна Барре і Дейва Пегга. Проте Chrysalis хотів випустити альбом під назвою Jethro Tull — намітився розкол гурту. Його перший офіційний сольний альбом вийшов у 1983 році, в якому Пітер-Джон Веттес (Peter-John Vettese) грає важливу роль в електронному напрямку музики.
У 1990-ті роки Андерсон починає працювати з простими бамбуковими флейтами. Він використовує різноманітні прийоми гри на флейті: передування, голосові ефекти тощо. У 1990-х і 2000-х років, тексти пісень Андерсона часто мають характер «моментальних вражень» повсякденного життя («Old Black Cat», «Скелі на дорозі»). У 1995 році Андерсон випустив свій другий сольний альбом Divinities: «Дванадцять танців з Богом», інструментальна робота, що складається з дванадцяти складних флейтових елементів, які мають різні теми з основним мотивом. Альбом був записаний з клавішником Jethro Tull Ендрю Гіддінгсом і оркестром. Андерсон випустив ще дві пісні на основі сольного альбому: «Таємна мова птахів» в 2000 році і танцю Rupi в 2003 р. У 2003 році Андерсон записав композицію під назвою «Плач Грімінеллі» (Griminelli's Lament) на честь свого друга, італійського флейтиста Андреа Грімінеллі.
9 березня 2017 року в київському Міжнародному центрі культури і мистецтв відбувся концерт гурту Jethro Tull, присвячений 50-річчю творчої діяльності. За два дні до виступу Ієн Андерсон відвідав Чорнобиль, щоб на власні очі побачити місце всесвітньої катастрофи.

## Сольна дискографія
- Walk into Light (1983)
- Divinities: Twelve Dances with God (1995)
- The Secret Language of Birds (2000)
- Rupi's Dance (2003)
- Ian Anderson Plays the Orchestral Jethro Tull (2005)
- TAAB 2: Whatever Happened to Gerald Bostock? (2012)[4][5]
- Homo Erraticus (2014)